# Jalgpalliklubi Sillamäe Kalev (calcio a 5)
Lo Jalgpalliklubi Sillamäe Kalev, noto semplicemente come Sillamäe Kalev o solo Sillamäe, è la sezione di calcio a 5 dell'omonima squadra di calcio estone con sede a Sillamäe. 

## Storia
Partecipa al Campionato estone di calcio a 5 dove si è aggiudicato il suo primo titolo nazionale al termine della stagione 2008-09. Si tratta della sua prima stagione nella massima lega estone, coronata immediatamente da una vittoria che le consentirà di disputare la Coppa UEFA 2009-10.

## Rosa 2009-10
| N. |                    | Ruolo | Calciatore            |
| -- | ------------------ | ----- | --------------------- |
|    | Estonia (bandiera) | G     | Aleksandr Aleksandrov |
|    | Estonia (bandiera) | G     | Konstantin Jakušev    |
|    | Estonia (bandiera) | G     | Sergei Marinin        |
|    | Estonia (bandiera) | G     | Mark Orikov           |
|    | Estonia (bandiera) | G     | Renat Osmanov         |
|    | Estonia (bandiera) | G     | Sergej Popov          |
|    | Estonia (bandiera) | G     | Dmitri Šelehhov       |
|    | Estonia (bandiera) | G     | Artjom Taar           |
|    | Estonia (bandiera) | G     | Nikolai Toshsev       |
|    | Estonia (bandiera) | G     | Oleg Treial           |
|    | Estonia (bandiera) | G     | Roman Treial          |
|    | Estonia (bandiera) | G     | Dmitri Voronin        |

## Palmarès
- Campionato estone: 1
2008-09